# Тінейдж Гадебе
Тінейдж Гадебе (англ. Teenage Hadebe, нар. 17 вересня 1995, Булавайо) — зімбабвійський футболіст, захисник клубу «Чіккен Інн» і національної збірної Зімбабве.

## Клубна кар'єра
У дорослому футболі дебютував 2011 року виступами за команду клубу «Булавайо Роверс», в якій провів три сезони. Своєю грою за цю команду привернув увагу представників тренерського штабу клубу «Гайлендерс», до складу якого приєднався 2014 року. Відіграв за цю команду з Булавайо наступні два сезони своєї ігрової кар'єри. До складу клубу «Чіккен Інн» приєднався 2016 року. 

## Виступи за збірну
2014 року дебютував в офіційних матчах у складі національної збірної Зімбабве. Наразі провів у формі головної команди країни 10 матчів, забивши 3 голи.
У складі збірної був учасником Кубка африканських націй 2017 року у Габоні.

## Статистика виступів

### Міжнародні
Станом на 26 грудня 2016 року.
| Національна збірна | Рік     | Матчі | Голи |
| ------------------ | ------- | ----- | ---- |
| Зімбабве           | 2016    | 8     | 4    |
| Загалом            | Загалом | 8     | 4    |

### Голи за збірну
Станом на 17 листопада 2016 року. Рахунок та голи збірної Зімбабве в таблиці знаходяться з початку
| Гол | Дата             | Місце                                             | Суперник            | Рахунок | Результат | Змагання          |
| --- | ---------------- | ------------------------------------------------- | ------------------- | ------- | --------- | ----------------- |
| 1   | 31 травня 2016   | Руфаро, Хараре, Зімбабве                          | Уганда              | 1–0     | 2–0       | Товариський       |
| 2   | 31 травня 2016   | Руфаро, Хараре, Зімбабве                          | Уганда              | 2–0     | 2–0       | Товариський       |
| 3   | 15 червня 2016   | Сем Нуджома, Віндгук, Намібія                     | Сейшельські Острови | 4–0     | 5–0       | Кубок КОСАФИ 2016 |
| 4   | 5 листопада 2016 | Національний спортивний стадіон, Хараре, Зімбабве | Замбія              | 1–0     | 1–0       | Товариський       |